# Alvin Dark
Pour les articles homonymes, voir Dark.
Alvin Ralph Dark (né le 7 janvier 1922 à Comanche, Oklahoma et mort le 13 novembre 2014 à Easley, Caroline du Sud, États-Unis) est un ancien joueur et manager américain de baseball. Il évolue comme receveur en ligue majeure entre 1946 et 1960 puis devient manager ligue majeure entre 1961 et 1977.
Meilleure recrue de l'année 1948, trois fois sélectionné au match des étoiles (1951, 1952, 1954), Dark remporte les Séries mondiales en 1954 comme joueur avec les New York Giants et les Séries mondiales 1974 comme manager des Oakland Athletics.

## Carrière

### Joueur
Meilleure recrue de l'année 1948, trois fois sélectionné au match des étoiles (1951, 1952, 1954), Dark remporte les Séries mondiales en 1954 comme joueur avec les New York Giants.

### Manager
Dark remporte les Séries mondiales 1974 comme manager des Oakland Athletics.